# شهرستان فریدن
شهرستان فِرِیْدَنْ یکی از شهرستان‌های استان اصفهان است. مرکز این شهرستان، شهر داران است.

## تقسیمات کشوری
شهرستان فریدن دارای ۲ بخش، ۵ دهستان و ۲ شهر به شرح زیر است:

### شهرستان فریدن
| بخش     | مرکز بخش | جمعیت بخش ۱۳۹۵ | نام دهستان      | مرکز دهستان     | جمعیت دهستان ۱۳۹۵ | شهر              | جمعیت شهر ۱۳۹۵       |
| ------- | -------- | -------------- | --------------- | --------------- | ----------------- | ---------------- | -------------------- |
| مرکزی   | داران    | ۳۸٬۵۳۸ نفر     | دالانکوه        | دامنه           | ۳٬۹۷۱ نفر         | داران دامنه      | ۲۰٬۰۷۸ نفر ۴٬۳۶۶ نفر |
| مرکزی   | داران    | ۳۸٬۵۳۸ نفر     | زاینده‌رود شمالی | اسکندری برآفتاب | ۴٬۷۰۵ نفر         | داران دامنه      | ۲۰٬۰۷۸ نفر ۴٬۳۶۶ نفر |
| مرکزی   | داران    | ۳۸٬۵۳۸ نفر     | ورزق جنوبی      | سفتجان          | ۸٬۸۶۲ نفر         | داران دامنه      | ۲۰٬۰۷۸ نفر ۴٬۳۶۶ نفر |
| زنده‌رود | نهرخلج   | ۱۱٬۲۷۰ نفر     | ورزق            | درختک           | ۱۳٬۰۵۵ نفر        | **************** | ****************     |
| زنده‌رود | نهرخلج   | ۱۱٬۲۷۰ نفر     | قره بیشه        | چهل‌خانه         | ۹٬۶۳۸ نفر         | **************** | ****************     |

## پیشینه
این شهرستان خود جزئی از منطقه تاریخی فریدن است و تا حدود نود سال پیش بخشی از سرزمین بختیاری بود. که در زمان پهلوی در تقسیمات کشوری جدید به همراه چهارمحال و بختیاری به عنوان شهرستان فریدن-شهرکرد، به استان اصفهان افزوده شد.

## جمعیت
براساس سرشماری عمومی نفوس و مسکن در سال ۱۳۹۵، جمعیت شهرستان فریدن برابر با ۴۹٬۸۹۰ نفر بوده‌است.

## کشاورزی
شهرستان فریدن یکی از بزرگ‌ترین قطب‌های کشاورزی استان محسوب می‌شود، مهم‌ترین محصولات این منطقه سیب‌زمینی، ذرت، گندم، پیاز، و حبوبات است. سالانه حدود ۱۰۰ هزار تن سیب‌زمینی از فریدن برداشت می‌شود.

## مردم‌شناسی
مردم فریدن از قومیت‌های گوناگون مانند ترک ها، بختیاری‌ها، گرجی‌ها و ارامنه تشکیل شده‌است که هر یک به گویش خود تکلم می‌کنند. بختیاری‌ها و سپس ترک‌ها بزرگ‌ترین قومیت این شهرستان هستند. بختیاری‌ها در اکثر شهرستان‌های دو سوی رودخانهٔ پلاسجان و ترک‌ها در شمال شهرستان ساکنند. از حدود بیست روستای بنیان‌گذاری‌شده توسط ارامنه در فریدن، فقط روستای زرنه در شهرستان بوئین میاندشت ارمنی‌نشین باقی‌مانده و همچنین چند خانوار ارمنی نیز در روستای خویگان علیا زندگی می‌کنند که تنهای روستای ایران است که دارای سه کلیسا است. تنها چند خانوار گرجی در این شهرستان زندگی می‌کنند.